# Bande sonore
Bande sonore è stato un programma televisivo italiano di genere musicale, andato in onda nei primi anni 2000, precisamente nel 2001, 2002 e 2003 su Italia 1 nella fascia pomeridiana.
La prima edizione del programma è stata condotta nel 2001 da Vanessa Incontrada, la seconda nel 2002 da Alessia Mancini e la terza nel 2003 da Federica Fontana.